# Nyamihogo
Nyamihogo är ett periodiskt vattendrag i Burundi.   Det ligger i provinsen Ngozi, i den centrala delen av landet, 70 km nordost om huvudstaden Bujumbura.
Omgivningarna runt Nyamihogo är en mosaik av jordbruksmark och naturlig växtlighet. Runt Nyamihogo är det tätbefolkat, med 442 invånare per kvadratkilometer.